# Atitude e Solidariedade
Atitude e Solidariedade é uma coletânea musical de vários artistas, lançada em 1993 com a direção da organização não-governamental VINDE.
O disco foi projetado como forma de divulgar a Campanha Nacional de Combate à Fome e à Miséria, promovida durante o governo do ex-presidente do Brasil Itamar Franco. No disco, participam cantores como Carlinhos Felix, Bené Gomes, Brother Simion, Luciano Manga, João Alexandre, Cristina Mel, Asaph Borba, Carlinhos Veiga, Cristiane Carvalho, Natan Brito, Jorge Camargo, além de bandas como o Complexo J.
As músicas foram gravadas no então estúdio da gravadora Line Records, localizada no Rio de Janeiro.
Em 2018, foi considerado o 95º melhor álbum da década de 1990, de acordo com lista publicada pelo Super Gospel.

## Faixas
Lado A
1. "Uma Nova Canção" (Bené Gomes)
2. "Atitude e Solidariedade" (Caio Fábio / Josué Rodrigues da Silva)
3. "Nas Telas do Brasil" (Carlinhos Felix)
4. "Conte Conosco" (Jorge Camargo e Guilherme Kerr)

Lado B
1. "Crianças de Ninguém" (Asaph Borba)
2. "Muito Mais..." (João Alexandre)
3. "O que Fazer?" (Adhemar de Campos)
4. "Fé e Obras" (Brother Simion, Luciano Manga e Zé Bruno)